# Tineobiopsis
Tineobiopsis is een geslacht van vliesvleugeligen uit de familie Eupelmidae. De wetenschappelijke naam van dit geslacht is voor het eerst geldig gepubliceerd in 1995 door Gibson.

## Soorten
Het geslacht Tineobiopsis is monotypisch en omvat slechts de volgende soort:
- Tineobiopsis mexicana Gibson, 1995